# From the Cradle to Enslave
From the Cradle to Enslave es el segundo EP hecho por Cradle of Filth. Incluso puede ser considerado un sencillo, pues solo contiene dos temas originales; el tema del título y el segundo tema, "Of Dark Blood and Fucking". El resto del disco está reforzado con dos covers, una regrabación de un tema de Dusk... and Her Embrace y un remix de baile.
From the Cradle to Enslave fue el primer sencillo de Cradle of Filth que venía acompañado de un video. El video fue dirigido por Alex Chandon, quien también hizo el filme relacionado con el grupo: Cradle of Fear. Presenta imágenes explícitas de desnudez y sangre, siendo estrenado en versiones editada y no editada. Ambas pueden ser encontradas en el DVD PanDaemonAeon.
Esta fue la primera entrega de Cradle of Filth que atrajo la advertencia del Consejo Paternal. No es popular entre los fanes de Cradle of Filth, pero el tema del título es uno de los más reconocidos por la banda y permanece como uno en las listas de conciertos. Dani Filth reveló su antipatía hacia el tema en Kerrang!, publicación 1130: "Tenemos que tocarla en cada concierto... Me gustaría eliminarla, para no tener que tocarla de nuevo. Después de un rato sólo quieres tocar algo diferente. Hay algo sobre la idea de la canción que golpea un acorde de miedo por mi espina dorsal."

## Lista de temas
1. «From the Cradle to Enslave» – 6:37
2. «Of Dark Blood and Fucking» – 6:02
3. «Death Comes Ripping» (versión de The Misfits) – 1:57
4. «Sleepless» (Cover de Anathema) – 4:19
5. «Pervert's Church (From the Cradle to Deprave)» (Remix de "From The Cradle To Enslave"; solo publicado en Europa) – 4:58
6. «Dawn of Eternity» (versión de Massacre) (solo publicado en EE.UU)- 6:23
7. «Funeral in Carpathia (Be Quick or Be Dead Version)» – 8:08

## Créditos
- Dani Filth - Voz
- Robin Graves - Bajo
- Stuart Anstis - Guitarra
- Gian Pyres - Guitarra
- Les "Lecter" Smith - Teclados
- Nicholas Barker - Batería (en el tema 6)
- Was Sarginson - Batería (en los temas 1, 3 y 4)
- Adrian Erlandsson - Batería (en el tema 2)
- Sarah Jezebel Deva - Voz de acompañamiento
- Dom Hailstone - Ilustración [Demonio y Dentista]
- RiSe Graphics - Ilustración [Diseño,]
- Noel Sommerville - Masterización
- Jamie Troy - Fotografía
- Paul Harries - Fotografía [Fotos de la banda]

Pista 4 grabada en Parr Street Studios.

Pista 5 grabación y mezcla en Springvale Studios.

Masterización de todas las pistas en Transfermation.

Pista 6 grabación, mezcla, y masterización en Springvale Studios.

Pistas 1 y 2 grabadas en Parr Street Studios y mezclados en Townhouse Studios.